# 泉仁優一
泉仁 優一（もとじん ゆういち、1991年1月9日 - ）は、日本の漫画家。

## 略歴
兵庫県明石市出身。トキワ荘プロジェクトの入居者。
2011年12月に「週刊少年チャンピオン月例フレッシュまんが賞」（秋田書店）で期待賞を受賞する。
2013年に和歌山大学システム工学部デザイン情報学科を卒業する。同年12月、第23回スクウェア・エニックスマンガ大賞（スクウェア・エニックス）で「山之上大学UFO事件」が佳作を受賞する。『ヤングガンガン』（スクウェア・エニックス）に受賞作の「山之上大学UFO事件」が2014年1月17日号に、読み切り「スクール・レコード」が2014年12月5日号掲載される。
2015年にスマートフォン用コミックサービスcomico PLUSで『ヒナノミクス』を連載する。また、2015年には『少年ジャンプ+』（集英社）の第1回連載グランプリにて「ヤオチノ乱」が三次審査まで残り、期間限定掲載される。
アフタヌーン四季賞（講談社）2017秋に「無常の霧音」が準入選となる。選考委員である萩尾望都は「無駄なコマがいっさいなく、絵の見せ方も上手い」と評している。
「無常の霧音」を連載作品に再構成した「ヤオチノ乱」が講談社のウェブコミック配信サイトであるコミックDAYSで2018年6月から2019年7月20日まで連載。

## 作品
- ヤオチノ乱（コミックDAYS、2018年6月6日 - 2019年7月20日） 既刊1巻